# Springfield, Michigan
Springfield är en ort i Calhoun County i Michigan. Enligt 2010 års folkräkning hade Springfield då 5 260 invånare.